# NGC 7544
NGC 7544 (również PGC 70811) – galaktyka soczewkowata (S0), znajdująca się w gwiazdozbiorze Ryb. Odkrył ją Albert Marth 18 listopada 1864 roku.